# Kathleen Ellis
Kathleen Ellis (* 28. November 1946 in Indianapolis, Indiana) ist eine ehemalige US-amerikanische Schwimmerin und zweifache Olympiasiegerin.
Bei den Olympischen Sommerspielen 1964 in Tokio nahm sie an vier Wettkämpfen teil und gewann in jeder eine Medaille. Mit der US-Schwimmstaffel holte sie in jeweiliger Weltrekordzeit Gold über 4 × 100 m Lagen und 4 × 100 m Freistil. In den Einzelwettkämpfen über 100 m Schmetterling und 100 m Freistil holte sie zweimal Bronze.